# Tomohito Nishiura
Tomohito Nishiura (西浦 智仁 Nishiura Tomohito?) es un compositor japonés de música de videojuegos. Ha trabajado principalmente en juegos desarrollados por Level-5.

## Trabajos
- El profesor Layton y el legado de los ashalanti (2013)
- El profesor Layton vs. Phoenix Wright: Ace Attorney (2012)
- El profesor Layton y la máscara de los prodigios (2011)
- El profesor Layton y la diva eterna (2009)
- El profesor Layton y la llamada del espectro (2009)
- El profesor Layton y el futuro perdido (2008)
- El profesor Layton y la caja de Pandora (2007)
- El profesor Layton y la villa misteriosa'' (2007)
- Rogue Galaxy (2005)
- Dark Chronicle (2002)
- Dark Cloud (2000)

## Carrera
- Riverhill Software desde 1997 a 1998 como diseñador de sonido.
- Level-5 desde 1998 a 2000 como compositor y diseñador de sonido.
- Level-5 desde 2000 hasta el 2018 como compositor y director de sonido.[1]